# Tony Kane
Tony Kane (Belfast, 28 augustus 1987) is een Noord-Iers voetballer die onder contract staat bij Cliftonville FC.
Kane speelde bij de -18 en -19 van Noord-Ierland. Op 30 januari 2007 werd Kane tot het einde van het seizoen uitgeleend aan Cercle Brugge. In de eerste helft van het seizoen 2006/2007 was Kane verhuurd aan Stockport County FC. Na zijn huurperiode bij Cercle Brugge werd Kane nog een keer uitgeleend aan Stockport County in 2008. Een jaar later trok hij naar Carlisle United dat hem even later voor korte tijd uitleende aan Darlington FC. Begin 2011 tekende hij bij Cliftonville FC.